# Katharina von Bora

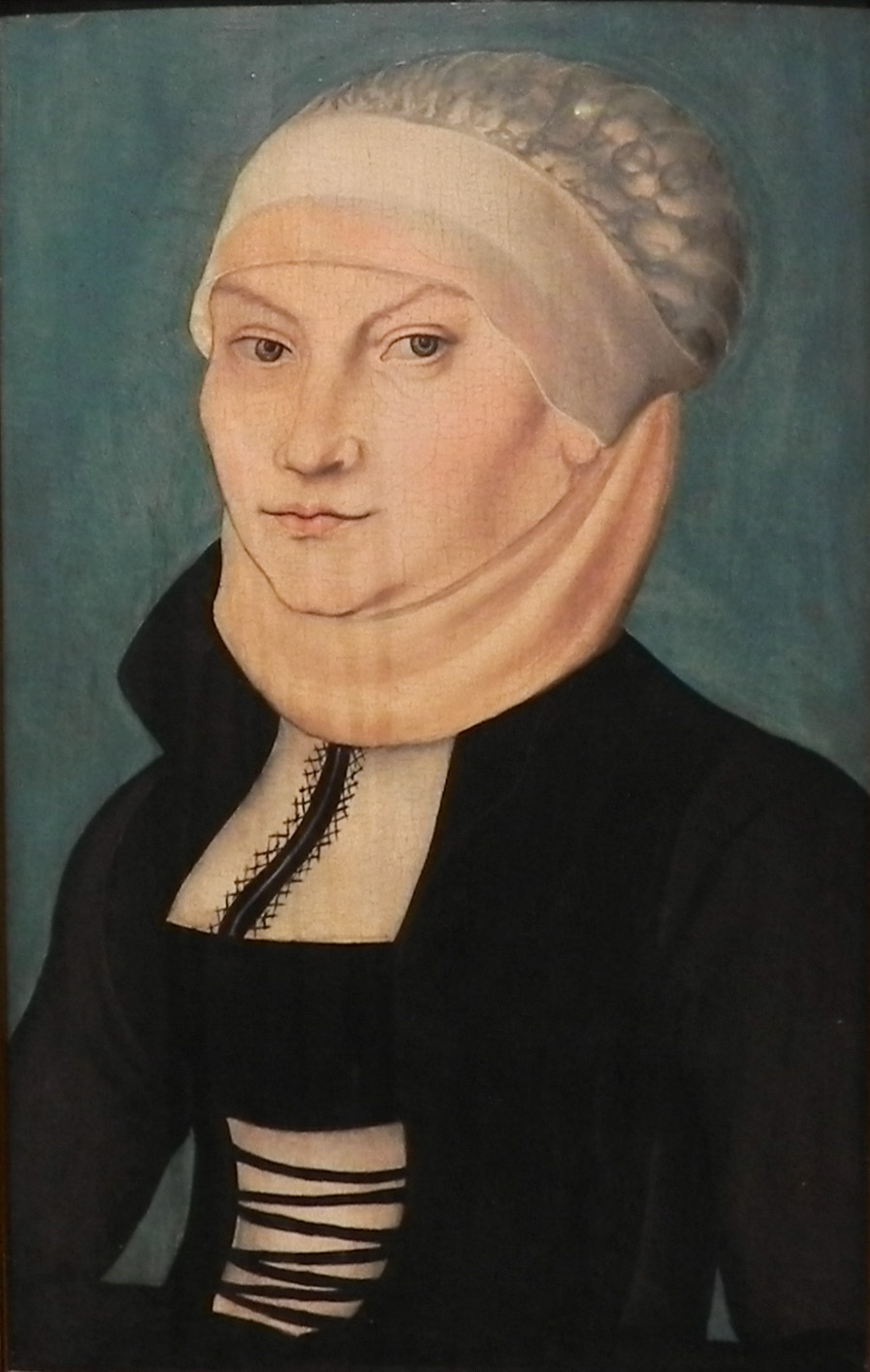
Katharina von Bora, geschilderd door Lucas Cranach de Oude, 1528, olieverf op houten paneel, 36 × 26 cm, Lutherhalle - Wittenberg

Katharina (Käthe) Von Bora (Lippendorf, Duitsland, 29 januari 1499 – Torgau, 20 december 1552)
was een Duitse uitgetreden non, die op 13 juni 1525 huwde met de eveneens uitgetreden monnik en reformator Martin Luther. Ze kreeg daardoor de bijnaam die Lutherin. Ze had een rol in de Reformatie bij het mee definiëren van het Protestantse familieleven en zette mee de toon voor huwelijken van geestelijken. Ze regelde het familiale leven rondom Luther, zorgde voor hun zes kinderen en werkte voor het familie-inkomen. Dit deed zij door de aankoop en/of huur te bevorderen van land en tuinen en het uitbaten van een brouwerij ten behoeve van de eigen huishouding, zodat Luther, inwonende studenten en gasten niets te kort kwamen.

## Levensloop

### Jeugd
Katharina Luther - von Bora werd geboren op het kleine landgoed Zollsdorf, nabij Lippendorf, Meissen/Sachsen. Haar vader Hans von Bora en haar moeder Katharina – waarschijnlijk Von Haubitz -, behoorden tot de lage landadel. Uit dit huwelijk werden naast Katharina drie jongens geboren en waarschijnlijk nog een meisje.

### Scholen
Na de dood van haar moeder wordt von Bora in 1504 of 1505 ondergebracht op het internaat van de bijbehorende kloosterschool van de Benedictinessen te Brehna bij Bitterfeld, Sachsen. In 1508 bestemt haar vader zijn dochter voor het kloosterleven en brengt haar als moniale onder in het cisterciënzerklooster Marienthron te Nimbschen bij Grimma, Saksen.

### Kloosterleven
De opleiding die de jonge Katharina op de kloosterschool te Brehna krijgt, wordt voortgezet in Nimbschen, waarin behalve lezen, schrijven en rekenen ook Latijn een belangrijke rol speelt. Daarnaast werkt zij, evenals alle andere nonnen, op de boerderij van het klooster en op de landerijen, in de bakkerij, de brouwerij en op andere afdelingen. Zij leert daar wat nodig is om een zelfvoorzienende huishouding van tientallen nonnen en het kloosterpersoneel in stand te houden. Haar noviciaat begint in 1514. Op 8 oktober 1515 volgt haar inzegening als kloosterzuster. De nonnen leven in Nimbschen in clausuur, in dit geval volgens de regels van Bernard van Clairvaux.
Niet alleen via allerlei teksten die in Duitsland vanaf 1517 in het geheim de ronde doen, maar ook via uitgetreden monniken, bereikt de nieuwe leer van de theoloog en Augustijner monnik uit Wittenberg Martin Luther, de bewoonsters van het vrouwenklooster te Nimbschen. Een belangrijke rol daarin speelt de stad Grimma, een half uur gaans van Nimbschen. Monniken uit het plaatselijke Augustijnenklooster sympathiseren met de leer van hun ordegenoot. Hun prior, Wolfgang von Zeschau had in 1522 vrijwillig afstand gedaan van zijn ambt. Twee verwanten van hem, Veronika en Margarete von Zeschau waren nonnen in Marienthron.
Het kernpunt uit Luthers theologie, de belofte van Gods genade en de daarbij behorende gemoedsrust, wat de katholieke leer hen niet biedt, wordt enkele jaren later aanleiding voor twaalf nonnen om het klooster te verlaten.
Nadat de Reformatie na 1517 in de omgeving van Wittenberg, meer en meer volgelingen maakte, ontvluchtte zij in 1523 met elf medezusters haar klooster. Zij die ouders of familie hebben, schrijven hen met het verzoek hun wens te ondersteunen. Het antwoord op dit verzoek valt in alle gevallen negatief uit. Na deze weigering richten de nonnen zich per brief tot Luther. Deze beschouwt het als zijn christelijke plicht hun vraag serieus te nemen. Geen eenvoudig besluit. Op hulp aan bekeerde monialen en monniken staat in het gebied van hertog George van Saksen, waarin Torgau ligt, de doodstraf.
Luther zoekt hulp bij de alom geachte en ontwikkelde zestigjarige Leonhard Koppe uit Torgau. Behalve handelaar is hij ook burgemeester van zijn stad. Regelmatig levert hij waren aan het klooster in Nimbschen. Samen met zijn gelijknamige, jongere neef en stadgenoot Wolf Dommitzsch, eveneens stammend uit een vooraanstaand geslacht, ontwikkelt hij een vluchtplan.

#### Vlucht uit het klooster
De vlucht van Katharina en haar collega monialen vindt plaats in de door paarden getrokken vrachtwagen die Koppe ook gebruikte bij andere bezoeken aan het klooster om waren af te leveren en andere producten mee terug te nemen. Ook de aankomst van de vrachtwagen zal op het normale tijdstip hebben plaatsgevonden om geen wantrouwen te wekken bij de poortwachteres. Kroker spreekt over een tijdstip bij zonsopgang van de Paasnacht 1523. Ook de Paasmaandag blijven de vrouwen in Torgau.
De volgende dag gaat de reis verder naar Wittenberg volgens de afspraak met Luther. Het gezelschap wordt ontvangen in het 'Zwarte Klooster', het plaatselijke Augustijnenklooster waar Luther met nog slechts één kloosterling woont. Luther heeft de verantwoordelijkheid voor de vlucht op zich genomen. Om zowel Leonhard Koppe als de nonnen voor roddel te vrijwaren, schrijft hij in die eerste dagen na aankomst van de monialen een brief aan Koppe, die hij als een openbaar geschrift in druk laat uitgeven met de titel Oorzaak en antwoord, dat maagden kloosters met goddelijke toestemming mogen verlaten.

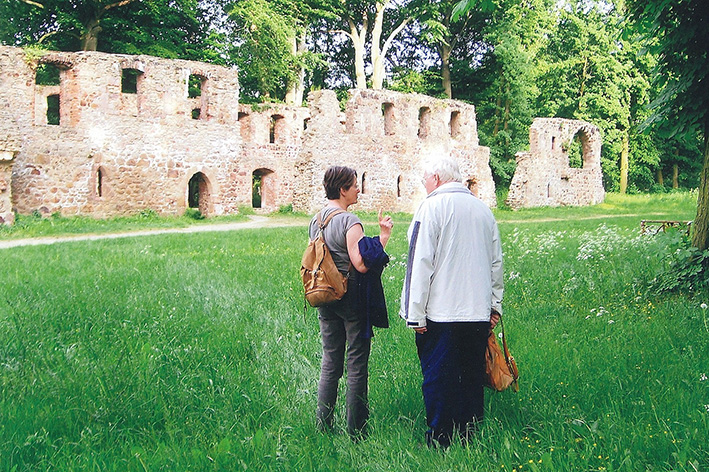
Ruïne van het klooster 'Marienthron' te Nimbschen, rechts de Leipziger kerkhistoricus Dr. Joh. Herrmann

Met financiële ondersteuning van onder andere keurvorst Frederik de Wijze kan Luther de nonnen onderdak bieden totdat de meeste vrouwen door verwanten onder hun hoede zijn genomen, werk of een echtgenoot vinden. Over de ouders van Katharina von Bora wordt niets vermeld. Vermoedelijk leeft haar vader niet meer. Zij blijft in Wittenberg.

### Burgeres

#### Werk in Wittenberg
Kort naar haar aankomst in Wittenberg vindt Katharina von Bora onderdak in het huis van de jurist Philip von Reichenbach en zijn echtgenote. Niet veel later begint zij als een soort manusje-van-alles in dezelfde stad in het huis van hofschilder, raadsheer en schatbewaarder van de keurvorst Frederik de Wijze, en later ook burgemeester van Wittenberg, Lukas Cranach en zijn vrouw Barbara. Goed geschoold in de monastieke en kerkelijke liturgie en in de praktijk van het kloosterbedrijf, maar onbekend met de gang van zaken in een huishouding van welgestelde burgers, leert Katharina bij de Reichenbachs, maar vooral bij de familie Cranach, aan welke eisen een dergelijke huishouding moet voldoen. Bovendien leert zij als 24-jarige omgaan met jongere mannen en leeftijdgenoten; onder anderen de studenten van de Universiteit van Wittenberg. Deze zijn in de huishoudens Reichenbach en Cranach regelmatig te gast.

#### Verbroken verloving
In Reichenbachs huis of in dat van Luthers collega aan de universiteit, doctor Philipp Melanchthon en zijn vrouw Katharina Krapp ontmoet Von Bora de Neurenbergse patriciër Hieronymus Baumgärtner, voormalig student in Wittenberg. Twee jaar na zijn studie, in 1523, keert hij voor een bezoek aan Melanchthon terug naar Wittenberg.
Von Bora en Baumgärtner worden verliefd. Na een kort verblijf keert Baumgärtner in juni 1523 terug naar Nürnberg met de belofte snel terug te keren. Hij komt echter niet terug en laat niets meer van zich horen. Von Bora wordt ziek van verdriet. Aangenomen wordt dat Baumgärtner - al dan niet onder druk van zijn familie - het zich als toekomstig raadsheer van de stad Nürnberg niet kan permitteren een huwelijk te sluiten met 'een weggelopen non'. Luther schrijft drie maanden na diens vertrek uit Wittenberg aan Baumgärtner: 'Wenn du übrigens Deine Käthe von Bora festhalten willst, so beeile Dich, ehe sie einem andern gegeben wird, der schon zu Hand ist. Sie hat die Liebe zu dir noch nicht überwunden. Ich würde mich sicher über Eure Verbindung freuen. Leb’wohl‘.

### Echtgenote van Martin Luther

#### Huwelijk

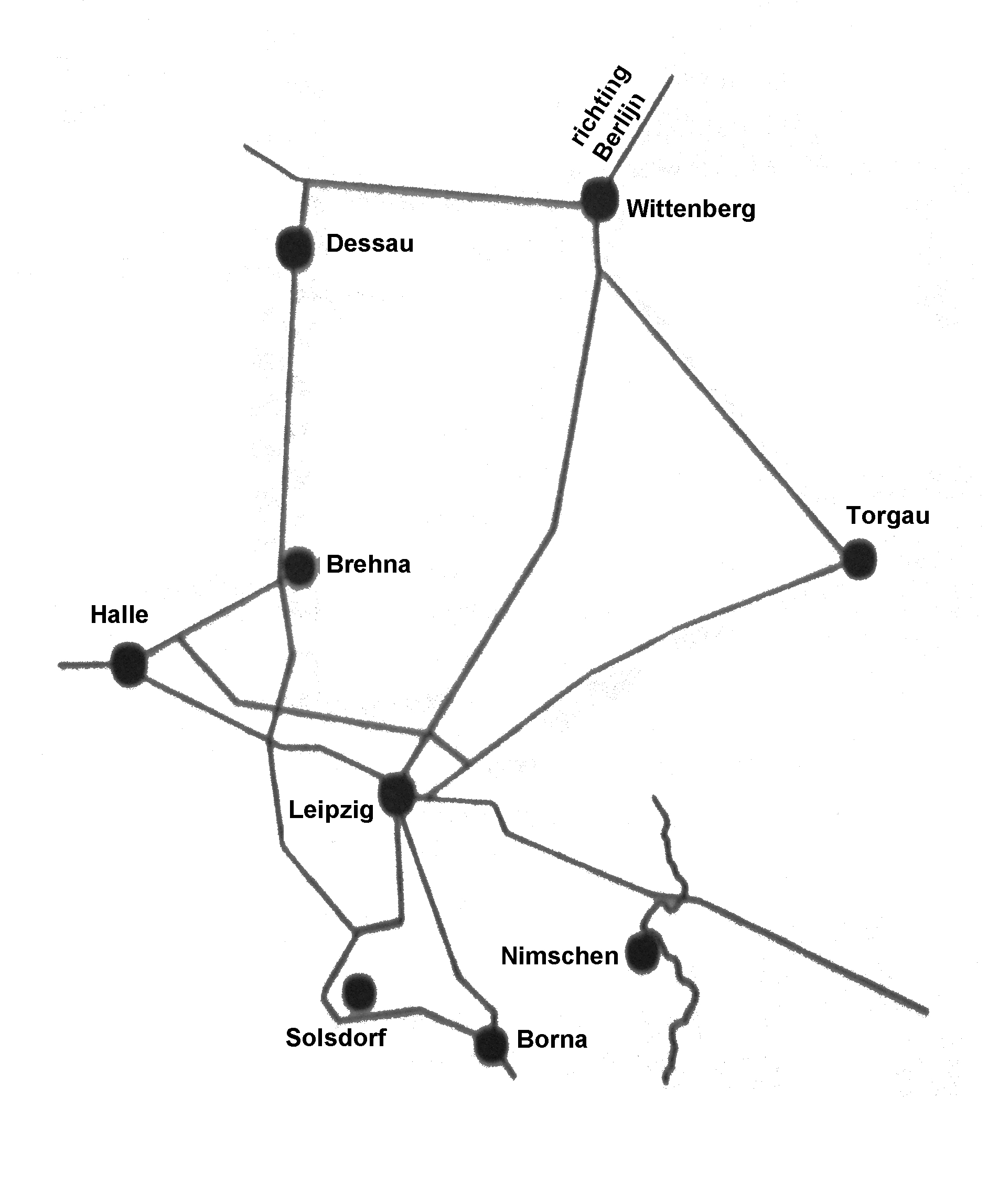
Schets leefomgeving Katharina von Bora

De rechtstreekse aanleiding tot een inniger verhouding tussen Von Bora en Martin Luther is terug te vinden in een brief die een collega-theoloog van Luther Nikolaus von Amsdorff kort voor zijn aanstelling als predikant in Maagdenburg aan Luther schrijft. Zij heeft Von Amsdorff gevraagd tegen Luther te zeggen dat hij moet ophouden met zijn pogingen haar uit te huwelijken aan Kaspar Glatz, rector van de Wittenburger universiteit. Ze wil die man niet. Maar als Von Amsdorff of Luther haar als echtgenote zou willen, zou ze dit niet weigeren. Hoe het proces van kennismaking tot het huwelijk verlopen is, kan men enigszins achterhalen door de brieven van Luther te lezen die hij in de maanden voor zijn huwelijk aan ouders en vrienden schrijft. Op 13 juni 1525 bevestigt stadspredikant van Wittenberg Bugenhagen in aanwezigheid van vijf vrienden van het echtpaar in het 'zwarte klooster' de officiële verloving. De openbare huwelijksbevestiging in de kerk vindt plaats op 27 juni, waarbij ook de ouders van Luther aanwezig zijn. In de kerkelijke en burgerlijke wereld roept het huwelijk zowel verzet als instemming op.

#### Moeder
Het echtpaar krijgt zes kinderen. Drie meisjes en drie jongens.
- Johannes, 7 juni 1526;
- Elisabeth, 10 december 1527, acht maanden later overleden aan de pest;
- Magdalena, 4 mei 1529, overlijdt op 13-jarige leeftijd;
- Martin, 9 november 1531;
- Paul, 28 januari 1533;
- Margarete, 17 december 1534.[24]

Begin 1540 heeft Von Bora een miskraam waardoor zij wekenlang zweeft tussen leven en dood.

#### Opbouw eigen inkomsten
Von Bora gaat met toestemming van de keurvorst na haar huwelijk bij Luther wonen in het lege Augustijnenklooster in Wittenberg. Tot het begin van de Reformatie in 1517 waren daar veertig monniken gehuisvest. Het klooster telt behalve de begane grond en een zolder, twee verdiepingen. Op het erf zijn er naast een ziekenzaal stallen, schuren en een brouwerij. En er is een kloostertuin. Bij zijn huwelijk krijgt Luther van de vorst niet alleen voor zijn werk aan de universiteit en zijn diensten aan de gemeenschap een salaris van 100 gulden per jaar, daarnaast schenkt de vorst het paar een zelfde bedrag voor hun huwelijk. Zeven jaar later vermaakt de vorst aan Luther en zijn echtgenote en hun beider nakomelingen het zwarte klooster, met alles wat er bij hoort, vrij van alle belastingen en iedere dienstverlening, met het recht te brouwen, te mouten en te schenken, vee te houden onder beperking dat bij de verkoop de vorst en zijn nakomelingen het eerste kooprecht wordt gelaten.
Von Bora pakt alles aan om de stroom gasten die het klooster dagelijks aandoet, die Luther over allerlei zaken wil raadplegen, het eigen gezin en het personeel te voeden. Tuinen worden ingezaaid, de brouwerij wordt in gebruik genomen, vee wordt aangekocht. Iedere meter grond wordt rendabel gemaakt. In het begin van de jaren dertig wordt er een tuin aangekocht aan de Eichenpuhl met hoeve, een groter stuk grond aan de Saumarkt volgt, er stroomt een beek doorheen, die de keuken van vis voorziet. In 1544 wordt een hoptuin voor de bierbrouwerij aan de Specke gekocht. Later pacht Luther op aandringen van zijn echtgenote, ten behoeve van hun huishouding, het landgoed Boos, één mijl buiten Wittenberg, gelegen aan de overkant van de Elbe. Op haar veertigste kan Von Bora zich bovendien eigenares noemen van het kleine landgoed Zolsdorf, het restant van het familiebezit van de Von Bora's. De keurvorst schenkt hen het aankoopbedrag als dank aan het echtpaar Luther dat zoveel voor zijn land heeft gedaan en dat naast hun eigen kinderen nog elf pleegkinderen opvoedt. Daarnaast vormen talloze anderen, armen en vluchtelingen een grote en steeds wisselende kring in het Lutherhuis.

#### Gasten in hun huis
Het is de gewoonte dat een hoogleraar aan de universiteit studenten in de kost neemt. Ook om zijn magere inkomen aan te vullen. Vaak zijn het zoons van rijke ouders elders in Duitsland of afkomstig uit het buitenland. Welgestelde ouders willen graag dat hun zoons in huize Luther wonen. Von Bora zorgt ervoor dat het kostgeld wordt betaald. Uit die gewoonte onderdak te bieden aan studenten, zijn de beroemde 'Tischreden' ontstaan. Daarnaast bezoekt een onafgebroken rij koninklijke en andere belangrijke gasten, afkomstig uit heel Europa, het 'zwarte klooster' om Luther te raadplegen over politieke, bestuurlijke, godsdienstige en allerlei andere levensvragen.

### Brieven van Luther aan Von Bora
Er zijn ongeveer twintig brieven van Luther aan Von Bora bewaard gebleven. Hieruit blijkt dat hij daarin met haar over zijn werk spreekt. De brief van 4 oktober 1529 bijvoorbeeld, verstuurd uit Marburg, waar Luther deelneemt aan godsdienstgesprekken, gaat over de theologische obstakels die zich voordoen. Hij geeft uitleg over de avondmaalsformuleringen. Hij noteert een voorstel van Zwingli, de Zwitserse kerkhervormer en schrijft deze in het Latijn op voor zijn vrouw. Dit geeft antwoord op gerezen vragen over de kennis van deze taal door Von Bora.

#### Weduwe
Op 18 februari 1546, 62 jaar oud, sterft Luther in zijn geboorteplaats Eisleben. Zijn vrienden Melanchthon, Bugenhagen en Kreuziger brengen deze boodschap in de vroege ochtend van 19 februari aan Katharina von Bora over. Hij was in Eisleben om te bemiddelen in een financieel conflict tussen de graven van Mansfeld. En hij was al moe en versleten. Zijn drie zoons, 19, 14 en 13 jaar oud vergezelden hem op die reis. Vijf dagen moet de weduwe wachten totdat zijn stoffelijk overschot in Wittenberg aankomt.

Kopie van huwelijksring van Katharina von Bora en Maarten Luther, 1817, Museum Catharijneconvent

Na de begrafenis moet Von Bora een harde strijd voeren met Brück, de kanselier van de keurvorst, niet alleen om de zeggenschap over haar kinderen, maar ook over de bezittingen die de keurvorst Frederik de Wijze door de jaren heen aan Luther en zijn echtgenote geschonken had. Haar vrienden Melanchthon en Bugenhagen steunen haar in die strijd, die zij ten slotte wint.

### Ongeluk en overlijden
In de zomer van 1552 slaat de pest toe in Wittenberg. Begin juni biedt de stadsraad van Torgau de universiteit van Wittenberg onderdak aan in zijn stad. Von Bora blijft tot september in Wittenberg om, zoals zij gewoon is, de zieken in de stad te helpen verplegen. In het zwarte klooster zijn de eerste slachtoffers gevallen. Ten slotte vertrekt ze ook met paard en wagen met haar kinderen en huisraad naar Torgau. Onderweg schrikken de paarden, steigeren en de wagen dreigt van de weg te raken. De nu 53-jarige Von Bora springt van de wagen, wil de paarden grijpen, valt en komt in het water terecht. Als ze in Torgau aankomt is ze verlamd. In drie maanden tijd kwijnt ze weg. Op 20 december 1552 overlijdt ze.
Ze wordt begraven in de Mariënkirche in Torgau, die in 1243 aan het toenmalige Cisterciënzerklooster werd geschonken. Haar gebeente rust er onder de stenen vloer tussen doopvont en kansel. Aan de muur van het noordelijke zijkoor is de grafsteen opgesteld die haar kinderen voor hun moeder lieten maken en als opschrift heeft: Anno 1552 den 20. Dezember ist in Gott selig entschlaffen allhier zu Torgau Herrn D. Martini Luthers seligen Hinderlassene wittbe Katharina von Borau.

## Invloeden op haar leven
Het leven van Katharina Luther-von Bora is niet alleen sterk beïnvloed door haar echtgenoot Martin Luther als kerkreformator in de zestiende eeuw. Ook de heksenleer (zie: Heksenhamer), die zich een decennium voor haar geboorte ontwikkelt, en die al snel ontaardt in heksenvervolgingen, bepalen voor een groot deel hoe men tegen haar als vrouw en als 'gevluchte non' en als echtgenote van een voormalige monnik aankijkt. Luther, de man die in 1520 door paus Leo X tot ketter is verklaard en daarmee werd uitgesloten van de kerkelijke sacramenten. Luther, de man die het jaar daarop, in 1521 door keizer Karel V in de rijksban wordt gedaan. Daarmee is hij vogelvrij verklaard, dat wil zeggen dat iedereen hem straffeloos mag doden.
In de ogen van velen blijven zowel Katharina von Bora als Martin Luther de vervloekte non en monnik uit wie - volgens een oude sage, die in de zestiende eeuw nog springlevend is - de antichrist zal worden geboren. Tijdgenoot Henri VIII van Engeland beschuldigt Luther in het openbaar van verkrachting van een godgeheiligde non. 'Ein Uralter führt eine Uralte heim', stond er op het omslag van het eerste drukwerk dat over hun huwelijk berichtte. Luther, al 42 jaar - de gemiddelde levensverwachting toen was nauwelijks vijftig -, zij als 26-jarige. Iemand klaagt in 1697 dat Katharina wordt doodgezwegen: 'Man hört kein Wort von Luthers Keth'. Er is over haar zelfs geen begrafenisrede overgeleverd. Is er wel een gehouden, vraagt men zich af? Doodgezwegen wordt de 'er tussenuit geknepen' non. Zelfs het mooie beeld van Katharina von Bora als 'de Morgenster van Wittenberg', zoals Luther zijn Katharina noemde, werd verbasterd tot het Latijnse 'Lucifer Wittenbergiensis' oftewel 'de duivelin van Wittenberg'. Hun huwelijk wordt inspiratiebron voor hekeldichters. Fabels en dramaspelen worden tot ver buiten de Duitse landen geschreven en opgevoerd. Soms is Von Bora ook in haar eentje mikpunt van dit venijn.

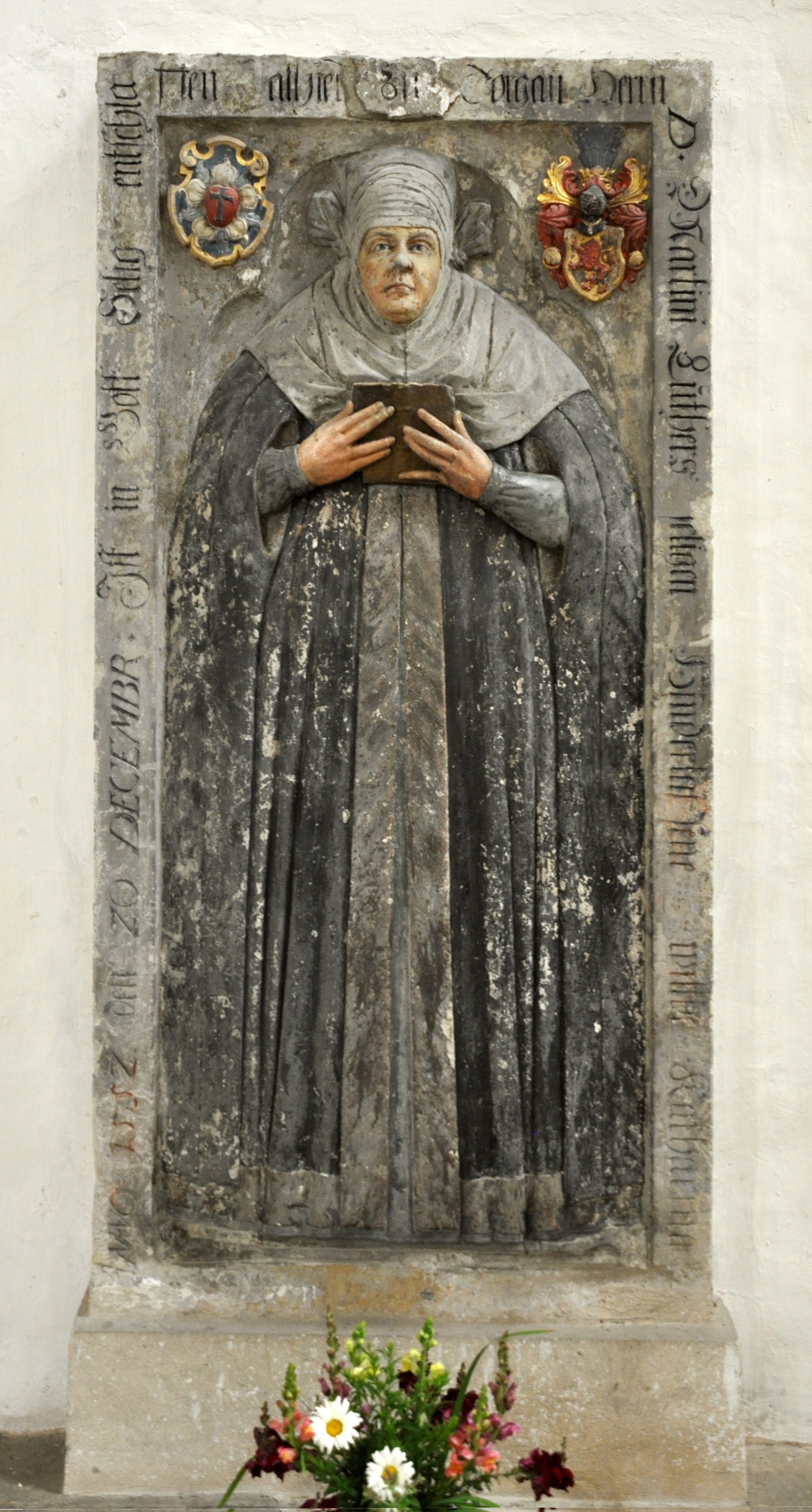
Grafsteen geplaatst tegen de binnenmuur van de St. Marienkirche te Torgau, behorend bij het graf van Katharina von Bora.

Haar lijkrede heeft ze echter gekregen. Daarvoor zorgde de haar toegenegen dr. Philipp Melanchthon. In de uitnodiging voor haar begrafenis aan de professoren en studenten van de universiteit, schildert hij de tragiek van Von Bora's leven. Hij eert de vrouw van zijn vriend en collega Luther met de woorden die de koningsdochter Electra in de Griekse tragedie uitspreekt:
'Kein Übel ist so schrecklich, dass die Sprache nennt,
Kein Schicksal oder gottverhängtes Ungemach,
Das nicht mit seiner Bürde last't auf Sterblichen.'